# Fernando Daza Osorio
Fernando Daza Osorio (Santiago, 1930 — Santiago, 2016) est un peintre muraliste chilien.
Il est surtout connu pour sa peinture murale Homenaje a Gabriela Mistral (Hommage à Gabriela Mistral), située sur un flanc de la colline Santa Lucia de Santiago.

## Biographie
Fernando Daza Osorio naît à Santiago, au Chili, le 1er mai 1930.
Il est entré à l'Escuela de Bellas Artes en 1951, où il est l'élève de Pablo Burchard, Gregorio de la Fuente et Marta Colvin,,.

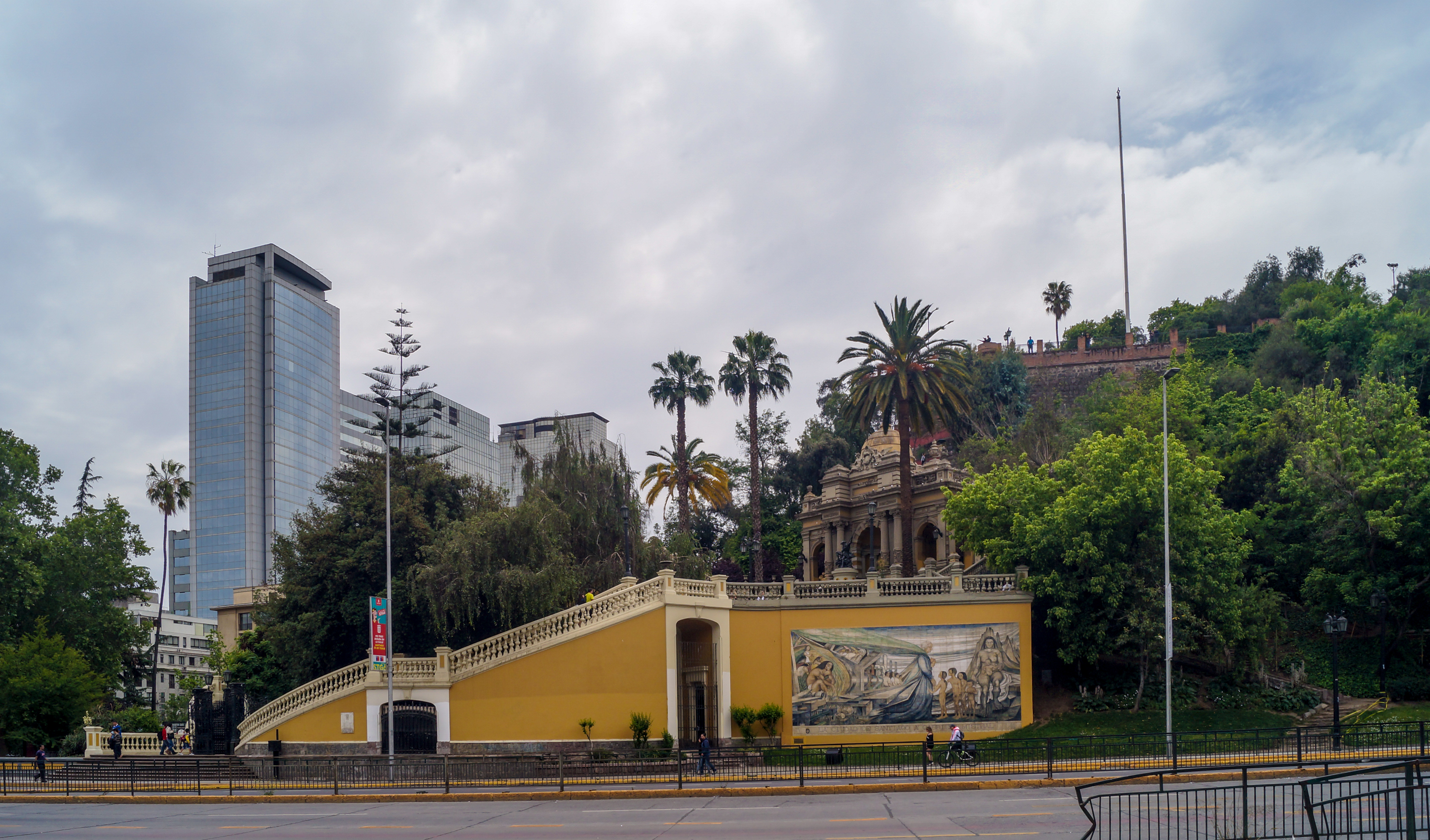
La peinture murale Homenaje a Gabriela Mistral (1971), située sur un flanc de la colline Santa Lucia de Santiago.

Inspiré par le muralisme mexicain, Daza réalise des peintures murales dont le chef-d'œuvre est Homenaje a Gabriela Mistral (Hommage à Gabriela Mistral, de son nom complet Homenaje de la ciudad de Santiago a Gabriela Mistral  : Hommage de la ville de Santiago à Gabriela Mistral, 1971), située sur un flanc de la colline Santa Lucia de Santiago, qui lui permet d'acquérir une reconnaissance internationale. D'autres œuvres notables de Daza sont A los Trabajadores (Aux travailleurs, 1972, 50 m2), dans les usines Ex-Sumar, et La Búsqueda (La recherche, 1972-1973, 200 m2), dans le Club la República, un bâtiment de la franc-maçonnerie chilienne, dont il a fait partie pendant 40 ans,,.
Après le coup d'État de 1973 au Chili, Daza s'exile au Venezuela en 1976, où il continue à développer son travail artistique, avant de s'installer quelques années plus tard à Miami, où il produit notamment des illustrations pour le Miami Herald,,,. Il réalise des fresques aux États-Unis, au Canada, au Venezuela, en Argentine, en Bolivie et en Espagne,,.
Daza repart s'installer définitivement au Chili en 2004, où il produit notamment des illustrations pour la revue Topaze (es). Il tient sa première rétrospective au Centro Cívico Cultural del Bosque ; il explique à cette occasion que « dans [ses] peintures murales, il y a l'histoire, le paysage, les gens de notre pays et de la Patrie grande qu'est l'Amérique. Il y a les peuples autochtones, leurs luttes pour l'émancipation, le rêve bolivarien, les prouesses de l'Homme moderne et son voyage de retour vers les étoiles. » Sa dernière œuvre est une peinture de grand format réalisée sur dix toiles intitulée Solo el Amor resucita (Seul l'amour ressuscite) et basée sur le poème Terremoto en Chile (Séisme au Chili), de Pablo Neruda.
Fernando Daza Osorio meurt d'un arrêt cardiaque dans l'atelier de son domicile de La Florida, à Santiago le 17 février 2016, tandis qu'il prépare une nouvelle exposition sur les deux prix Nobel chiliens que sont Gabriela Mistral et Pablo Neruda,,,.

## Œuvre

### Parcours artistique
Inspiré par le muralisme mexicain, en particulier par l'œuvre de Jorge González Camarena, Fernando Daza Osorio devient l'un des premiers et plus importants muralistes chiliens et réalise des peintures murales qualifiées de « monumentales » ou « épiques »,.
Lors de sa carrière au Chili, son œuvre est fortement symboliste, incluant la cosmogonie et la théogonie américanistes, et inclut une interprétation surréaliste des formes et des paysages.
Une fois exilé au Venezuela, son œuvre devient plus expressionniste, onirique. Ses sujets sont situés dans un espace subjectif immense, dont les couleurs intenses soulignent les intentions dramatiques de l'artiste.
Après s'être installé aux États-Unis, il aborde le thème de la guerre, recourant à la figure de la femme et de l'enfant comme symbole de ceux qui la rejettent.
Fernando Daza Osorio « possède une grande maîtrise du dessin », développée grâce à une grande production tout au long de sa carrière d'illustrateur. À sa mort, il est salué comme le dernier muraliste, celui qui a réussi à « maintenir vive une tradition muraliste au Chili », grâce à une esthétique proche du muralisme mexicain tout en l'adaptant au thématiques nationales.

### Homenaje a Gabriela Mistral
Homenaje a Gabriela Mistral, de son nom complet Homenaje de la ciudad de Santiago a Gabriela Mistral, est le chef-d'œuvre de Fernando Daza Osorio, qu'il réalise en 1970 ou 1971, sur commande du maire de Santiago, Manuel Fernández Díaz, pour rendre hommage au prix Nobel de littérature 1945, l'écrivaine chilienne Gabriela Mistral (1889-1957),.

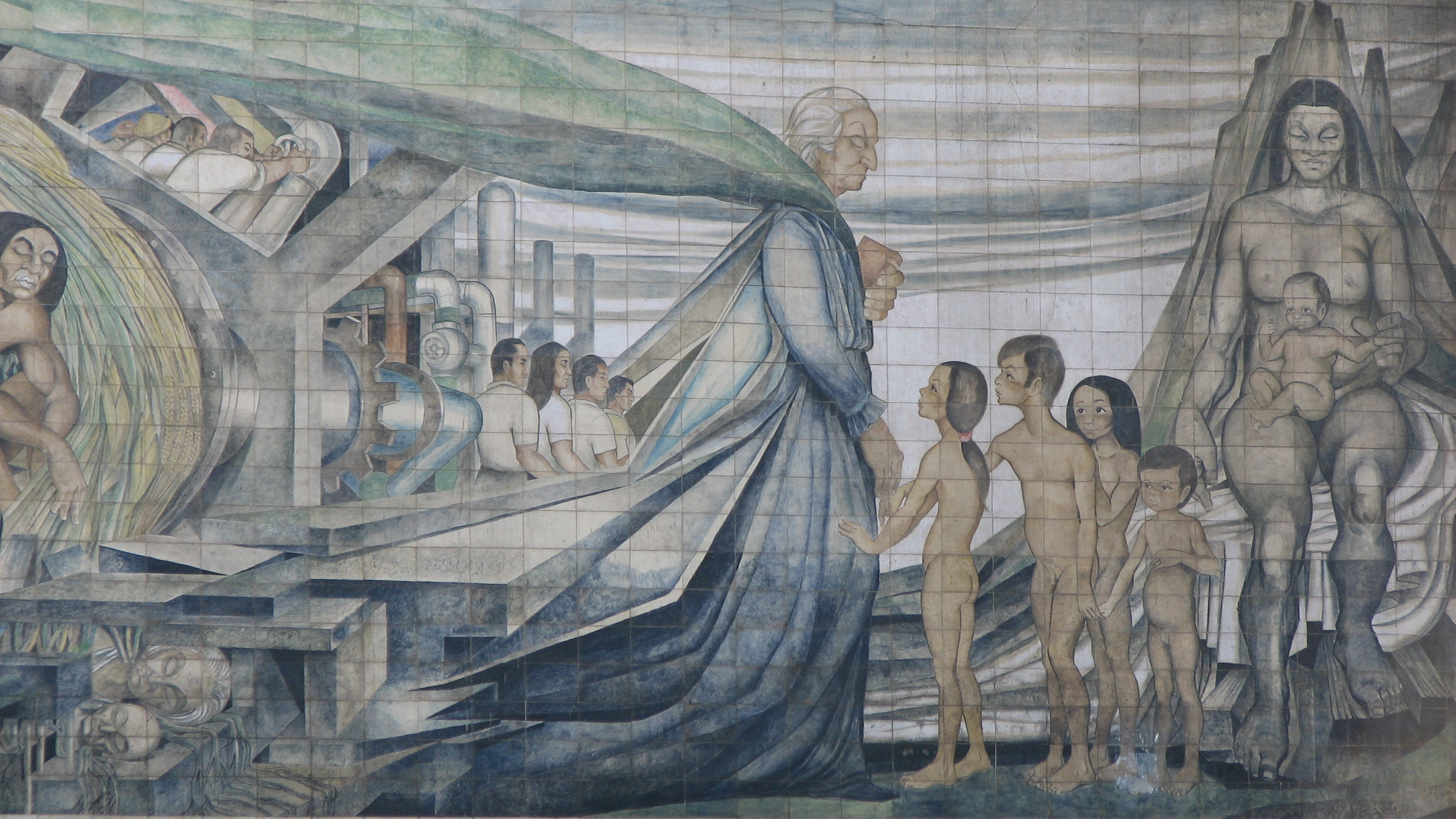
La peinture murale Homenaje a Gabriela Mistral (réalisée sur de la céramique réfractaire et vitrifiée, 1971).

Daza Osorio s'inscrit dans la « négation du mur » — c'est-à-dire refuser la structure même du mur et imposer des éléments de volume, des illusions de perspective qui remettent en question la spatialité originale du support — en incluant des volumes traités comme des solides angulaires dans différentes positions spatiales, à la manière de Jorge González Camarena dans Presencia de América Latina (1964-1965), qui révèle la présence d'architectures volumétriques et de solides de grandes dimensions permettant d'« ouvrir le mur » et de s'opposer à sa planéité, tout en installant des objets « présentés sous les lois de la géométrie euclidienne ».